# Bexley (Ohio)
Bexley é uma cidade localizada no estado norte-americano do Ohio, no Condado de Franklin.

## Demografia
Segundo o censo norte-americano de 2000, a sua população era de 13.203 habitantes. 
Em 2006, foi estimada uma população de 12.283, um decréscimo de 920 (-7.0%).

## Geografia
De acordo com o United States Census Bureau tem uma área de 6,3 km², dos quais 6,3 km² cobertos por terra e 0,0 km² cobertos por água.

## Localidades na vizinhança
O diagrama seguinte representa as localidades num raio de 12 km ao redor de Bexley. 